# Marxzell
Marxzell je općina u njemačkoj pokrajini Baden-Württemberg, u okrugu Karlsruhe. Leži na visoravni na sjevernoj granici Schwarzwalda.

## Stanovništvo
Marxzell ima 5404 stanovnika u tri naselja: Pfaffenrotu, Burbachu i Schielbergu.

## Vanjske poveznice
- Službena stranica (njem.)

### Ostali projekti
|  | Zajednički poslužitelj ima još gradiva o temi Marxzell |